# Safia demera
Safia demera là một loài bướm đêm trong họ Noctuidae.